# 博爾德斯普林斯 (喬治亞州)
博爾德斯普林斯（英語：Bold Springs）是位於美國喬治亞州沃爾頓縣的一個非建制地區。該地的面積和人口皆未知。

## 地理
博爾德斯普林斯的座標為33°54′03″N 83°48′06″W / 33.90083°N 83.80167°W，而該地的平均海拔高度為284米（即932英尺）。